# Alexander Javajishvili (almirante)
Alexander Davídovich Javajishvili (en georgiano: ალექსანდრე ჯავახიშვილი; en ruso: Александр Давидович Джавахишвили, romanizado: Aleksandr Davidovich Dzhavakhishvili; 18 de febrero de 1932 – 31 de julio de 2017) fue un contraalmirante georgiano y comandante de las Fuerzas Navales Georgianas de 1991 a 1996. Ex submarinista de la Armada Soviética, dirigió los esfuerzos para construir la armada de la independizada Georgia en la década de 1990.

## Biografía
Javajishvili nació en Tiflis, la capital de la entonces República Socialista Soviética de Georgia(una de las repúblicas soviéticas de la URSS), en 1932. Tras cumplir su servicio militar obligatorio como operador de radio a bordo del crucero soviético Mólotov entre 1949 y 1952, se formó en el Colegio Marítimo del Caspio de Bakú, y fue comisionado como oficial de la armada soviética, llegando a ser capitán de 1.º rango, y en 1970 comandante del submarino de misiles balísticos clase Navaga, K-415, de la Flota del Pacífico, con el que realizó, de enero a marzo de 1972, una circunnavegación submarina. Se desempeñó como Subjefe de la 55.ª División de Infantería Naval entre 1974 y 1977, como Vicedirector de la Academia Naval A. A. Grechko entre 1977 y 1980, como Comandante en Jefe del 2.º Escuadrón de Submarinos de la Flota del Báltico entre 1980 y 1982, como Director de Escuela Naval Superior Najímov (Sebastopol) entre 1982 y 1985. Se desempeñó como Jefe de Logística de la Flota del Lejano Oriente desde 1985 hasta su jubilación en 1989.
Después de la independencia de Georgia en 1991, Javajishvili se convirtió en comandante de la embrionaria armada georgiana. Con el estallido de las hostilidades en Abjasia, dirigió personalmente una exitosa operación de rescate de civiles georgianos atrapados en la ciudad turística de Pitsunda, controlada por Abjasia, el 18 de agosto de 1992. Fue ascendido al rango de contralmirante el 10 de julio de 1996, convirtiéndose en la primera persona a la que Georgia le concedió el rango de almirante. En ese momento, las relaciones de Javajishvili con el ministro de Defensa del país, Vardiko Nadibaidze, se deterioraron. En noviembre de 1996 fue despedido por «no erradicar las irregularidades financieras y no aumentar la eficacia combativa del servicio», acusaciones que Javajishvili rechazó. Fue sucedido por el capitán de primer rango Otar Chjartishvili, un oficial de 47 años de la marina rusa, en marzo de 1997.
Desde entonces, Javajishvili vivió retirado. Concedió una entrevista al servicio georgiano RFE/RL en 2008, criticando la decisión de Georgia de fusionar la Armada con la Guardia Costera.